# Vince Fong
Vincent Karchi Fong, detto Vince (Bakersfield, 24 ottobre 1979), è un politico statunitense, rappresentante del ventesimo distretto della California alla Camera dei Rappresentanti. Succedette a Kevin McCarthy dopo le sue dimissioni da membro della Camera.

## Biografia
Vince Fong nacque a Bakersfield, California il 24 ottobre 1979 e qui crebbe, per diplomarsi poi alla West High School. Nel 2001, ha conseguito una laurea in scienze politiche e governo presso l'Università della California di Los Angeles; nel 2003, ha conseguito un master in affari pubblici presso la Princeton University.